# M.A.D.E.
M.A.D.E. è il terzo album del rapper statunitense Memphis Bleek, pubblicato il 16 dicembre 2003. Distribuito dalle etichette Get Low Records (di proprietà di Memphis Bleek), Def Jam e Roc-A-Fella, l'album vede la collaborazione di artisti come Nate Dogg, Jay-Z, Freeway, M.O.P., Kanye West e Beanie Sigel.
A differenza dei lavori precedenti di Bleek, l'album non raggiunge la prima posizione tra gli album R&B/Hip Hop. Tuttavia, riceve critiche soprattutto positive: Entertainment Weekly vota il disco con una "B-", secondo AllMusic, Rolling Stones e le riviste Blender e Vibe l'album è da tre stelle su cinque, AllHipHop vota M.A.D.E. con tre stelle e mezzo su cinque, USA Today con tre stelle su quattro, HipHopDX con quattro stelle su cinque e RapReviews recensisce il terzo lavoro di Memphis Bleek con una valutazione totale di otto decimi.
In particolare M.A.D.E. (acronimo per «Money, Attitude, Direction and Education») è ritenuto un album anche migliore rispetto al precedente, dimostrando che l'artista può essere un «degno erede di Jay-Z dopo il deludente Coming of Age».

## Tracce
1. Roc-a-Fella Get Low Respect It – 3:17 (musica: Coptic)
2. Everything's a Go (featuring Jay-Z) – 3:34 (musica: Just Blaze)
3. Round Here (featuring Trick Daddy & T.I.) – 5:09 (musica: Just Blaze)
4. Just Bleek, Blaze & Free (featuring Freeway) – 4:15 (musica: Just Blaze)
5. We Ballin' (featuring Young Chris & Livin Proof) – 4:25 (musica: Scott Storch)
6. Hypnotic (featuring Beanie Sigel & Jay-Z) – 6:14 (musica: Just Blaze)
7. I Wanna Love You (featuring Donell Jones) – 3:24 (musica: Kanye West)
8. War – 3:48 (musica: Just Blaze)
9. My Life (featuring Latif) – 3:58 (musica: E-Bass, T.T.)
10. Need Me In Your Life (featuring Nate Dogg) – 3:56 (musica: D-Roy, Mr.B)
11. Murda, Murda (featuring Beanie Sigel & Jay-Z) – 5:22 (musica: Scott Storch)
12. Hell No – 4:03 (musica: Just Blaze)
13. Hood Muzik (featuring M.O.P.) – 3:15 (musica: Darryl Branch)
14. Understand Me Still (featuring Rell) – 4:37 (musica: E-Bass, T.T.)
15. Do It All Again (featuring Geda K, Lil' Cease & Rell) – 4:54 (musica: Zukhan)
16. 1, 2 Y'all (featuring Jay-Z, Lil' Cease & Geda K) (musica: E-Bass, Robert Kirkland)
17. R.O.C. – 3:59 (musica: Just Blaze)

Durata totale: 68:10

## Classifiche

### Classifiche settimanali
| Classifica (2003)         | Posizione massima |
| ------------------------- | ----------------- |
| Stati Uniti               | 35                |
| US Top R&B/Hip-Hop Albums | 5                 |
| US Top Album Sales        | 35                |

### Classifiche di fine anno
| Classifica (2003) | Posizione massima |
| ----------------- | ----------------- |
| Stati Uniti       | 194               |